# Котора сіроволий
Котора сіроволий (Pyrrhura griseipectus) — вид папугоподібних птахів родини папугових (Psittacidae). Ендемік Бразилії. Раніше вважався підвидом бразильського котори, однак був визнаний окремим видом.

## Поширення і екологія
Сіроволі котори мешкають на сході Бразилії, в штаті Сеара, зокрема в горах Серра-ду-Батурите. Вони живуть у вологих гірських тропічних лісах в гірських анклавах, оточених сухими чагарниковими заростями каатинги. Зустрічаються зграями до 20 птахів. Живляться переважно плодами. Сезон розмноження триває з лютого по травен. Сіровлоі котори гніздять в дуплах дерев або в тріщинах серед скель, в кладці від 2 до 4 яєць.

## Збереження
МСОП класифікує цей вид як такий, що перебуває під загрозою зникнення. За оцінками дослідників, популяція сіроволих котор становить від 656 до 866 птахів. Їм загрожує знищення природного середовища і вилов з метою продажу на пташиних ринках.